# Anilocra occidentalis
Anilocra occidentalis es una especie de crustáceo isópodo marino del género Anilocra, familia Cymothoidae.
Fue descrita científicamente por Richardson en 1899.

## Distribución
Esta especie se encuentra en los Estados Unidos (California).